# Hippotion rosae
Hippotion rosae är en fjärilsart som beskrevs av Butler 1882. Hippotion rosae ingår i släktet Hippotion och familjen svärmare. Inga underarter finns listade i Catalogue of Life.

## Bildgalleri

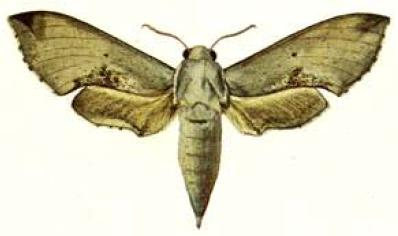